# 蒂拉塞斯區

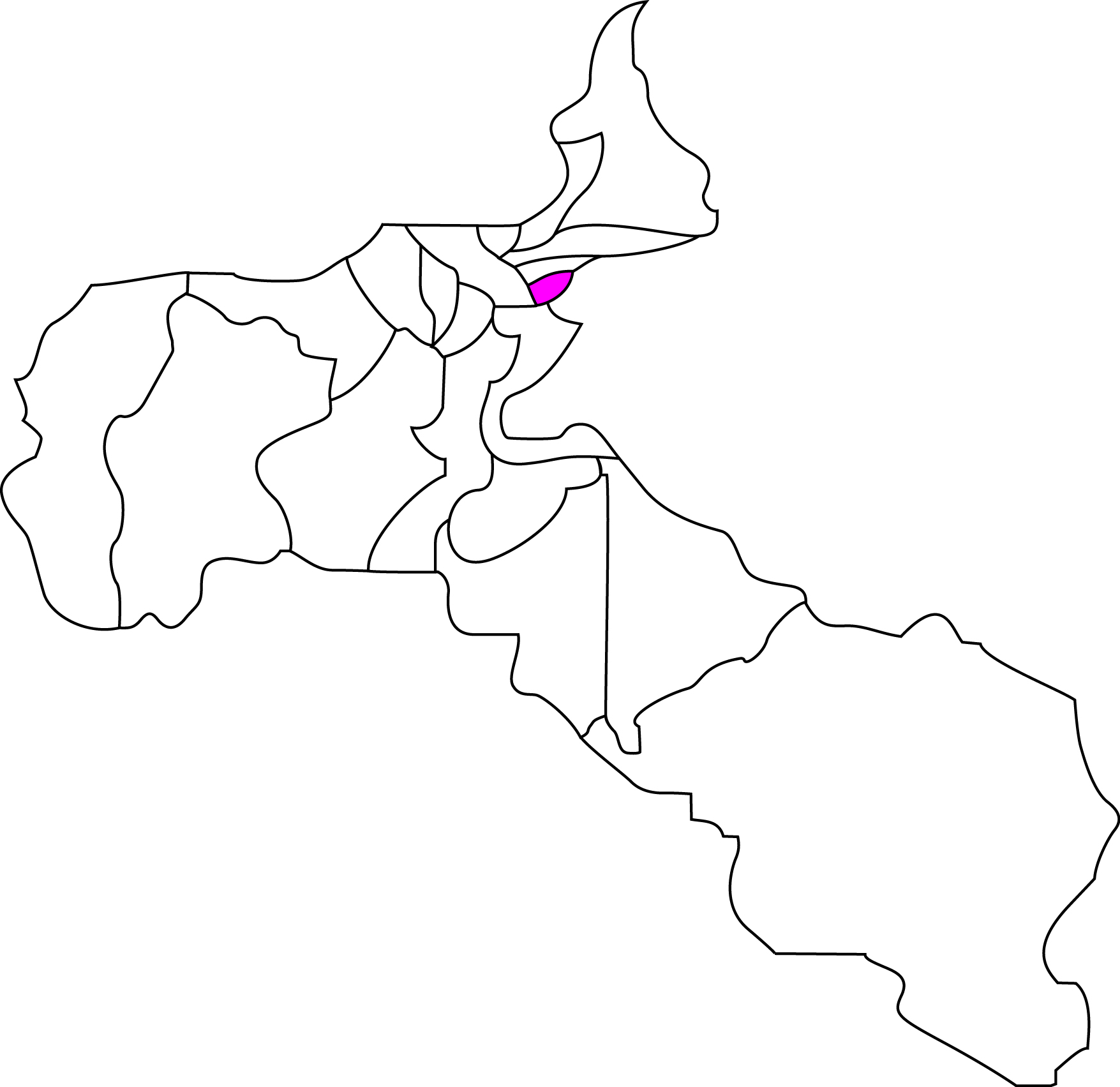

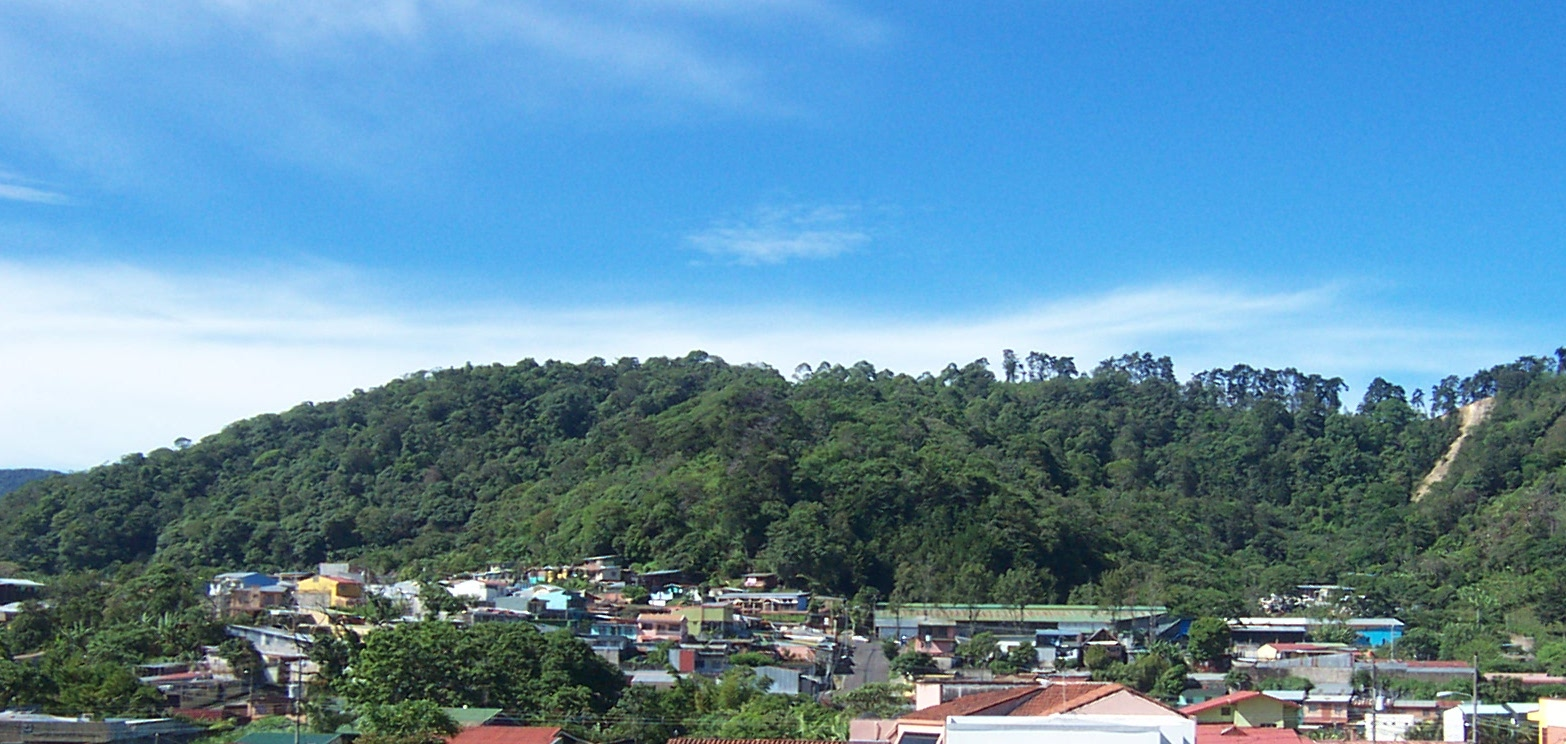

蒂拉塞斯區（西班牙語：Tirrases），是哥斯達黎加的一個區，位於該國中部聖何塞省，始建於1929年8月21日，面積15.95平方公里，海拔高度1,208米，該區有兩間公立學校，2005年人口18,879。